# 가케쓰카정
가케쓰카정(掛塚町)은 시즈오카현 나가카미군・이와타군에 속해있던 정이다. 

## 역사
- 1889년 4월 1일 - 정촌제 시행에 의해 나가카미군 가케쓰카촌이 성립하였다.
- 1896년 4월 1일 - 군 개편에 의해 이와타군으로 속하게 되었다.
- 1896년 6월 29일 - 정으로 승격해 가케쓰카정이 되었다.
- 1955년 4월 1일 - 도쓰카촌, 소데우라촌과 합병해, 류오정이 성립하여, 동일 가케쓰카정은 폐지되었다.

## 교통
가케쓰카정에서는 철도가 다니지 않았다.

### 도로
- 국도 제150호선

## 참고문헌
- 角川日本地名大辞典編纂委員会『角川日本地名大辞典 22 静岡県』角川書店、1982年